# Мерџанићи (Фојница)
Мерџанићи је насељено место у Босни и Херцеговини у општини Фојница. Административно припада Федерацији Босне и Херцеговине, односно њеном Средњобосанском кантону. Према попису становништва из 2013. у насељу је било 138 становника, а већинску популацију чинили су Бошњаци.

## Становништво
По последњем службеном попису становништва из 2013. године у овом насељу живело је 138 становника, а село је било етнички хомогено са већинском бошњачком популацијом.
| Националност | 2013. | 1991.        | 1981.        | 1971.        |
| Бошњаци      | —     | 204 (88,70%) | 337 (90,11%) | 280 (87,23%) |
| Хрвати       | —     | 25 (10,87%)  | 33 (8,82%)   | 40 (12,46%)  |
| Југословени  | —     | 0            | 3 (0,80%)    | 1 (0,31%)    |
| остали       | —     | 1 (0,43%)    | 1 (0,27%)    | 0            |
| Укупно       | 138   | 230          | 374          | 321          |